# 強烈熱帶風暴科羅旺 (2009年)
| 太平洋颱風季             |
| 主題頁 - 專題 - 編輯指南 |

強烈熱帶風暴科羅旺 （國際編號：0911，JTWC：17W）是2009年太平洋颱風季的一個熱帶氣旋。
「科羅旺」是柬埔寨氣象部門於2004年提供的熱帶氣旋名字。

## 發展過程及路徑
8月28日，一熱帶擾動於日本硫磺島東南約720公里處形成，同時，日本氣象廳為他發出首個警告，為日本當局發出的第17個熱帶氣旋警告。隨後，聯合颱風警報中心也為他發出首個警告，但不及就把他升格為熱帶風暴。而日本氣象廳也於該日晚上把他升格，命名為科羅旺，8月30日早上再升格為強烈熱帶風暴。科羅旺在9月1日減弱為熱帶風暴後隨即轉化為溫帶氣旋。

## 影響

### 日本
科羅旺正面吹襲了東京及日本中部一帶。

## 圖片庫

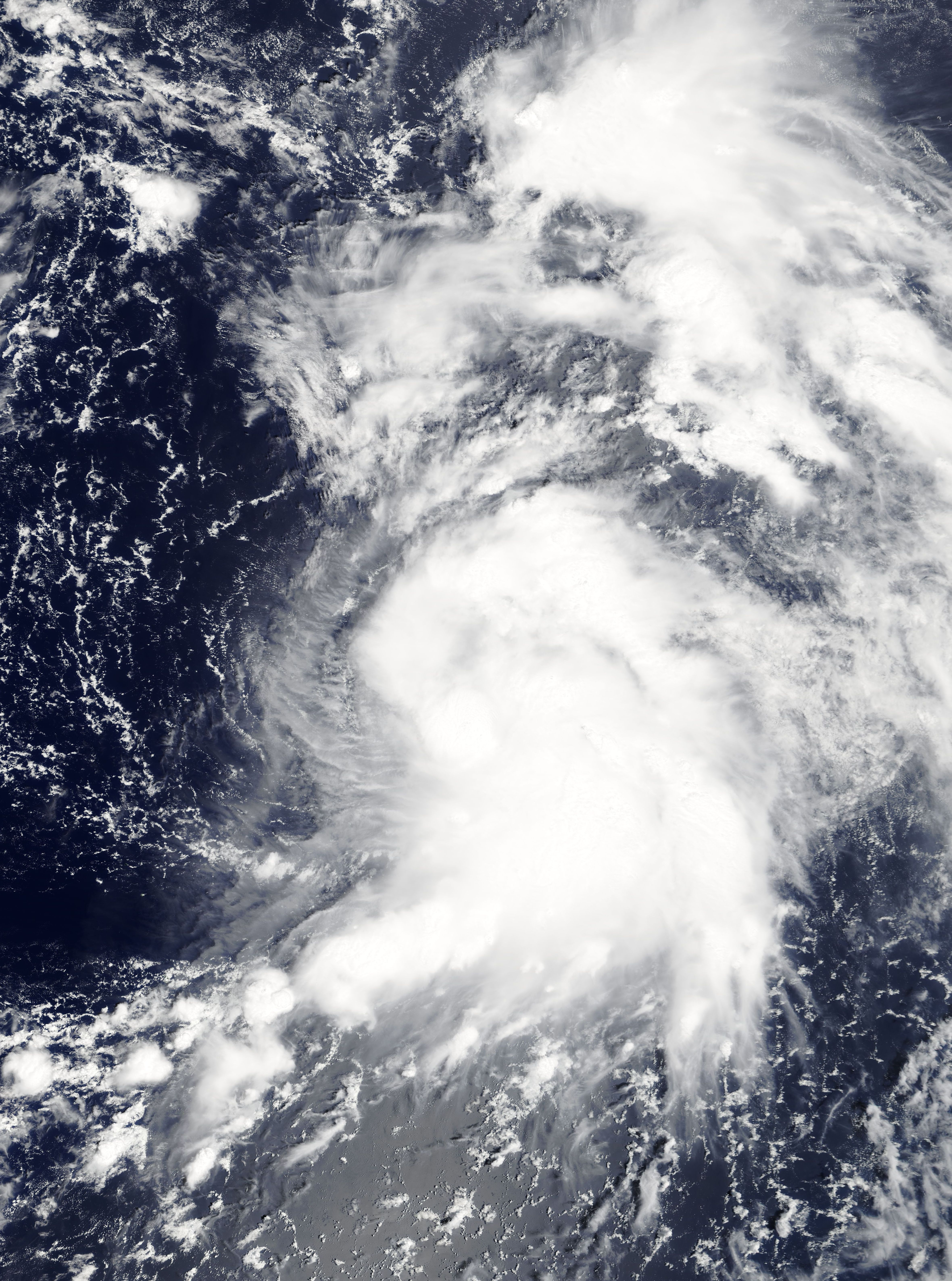
8月28日
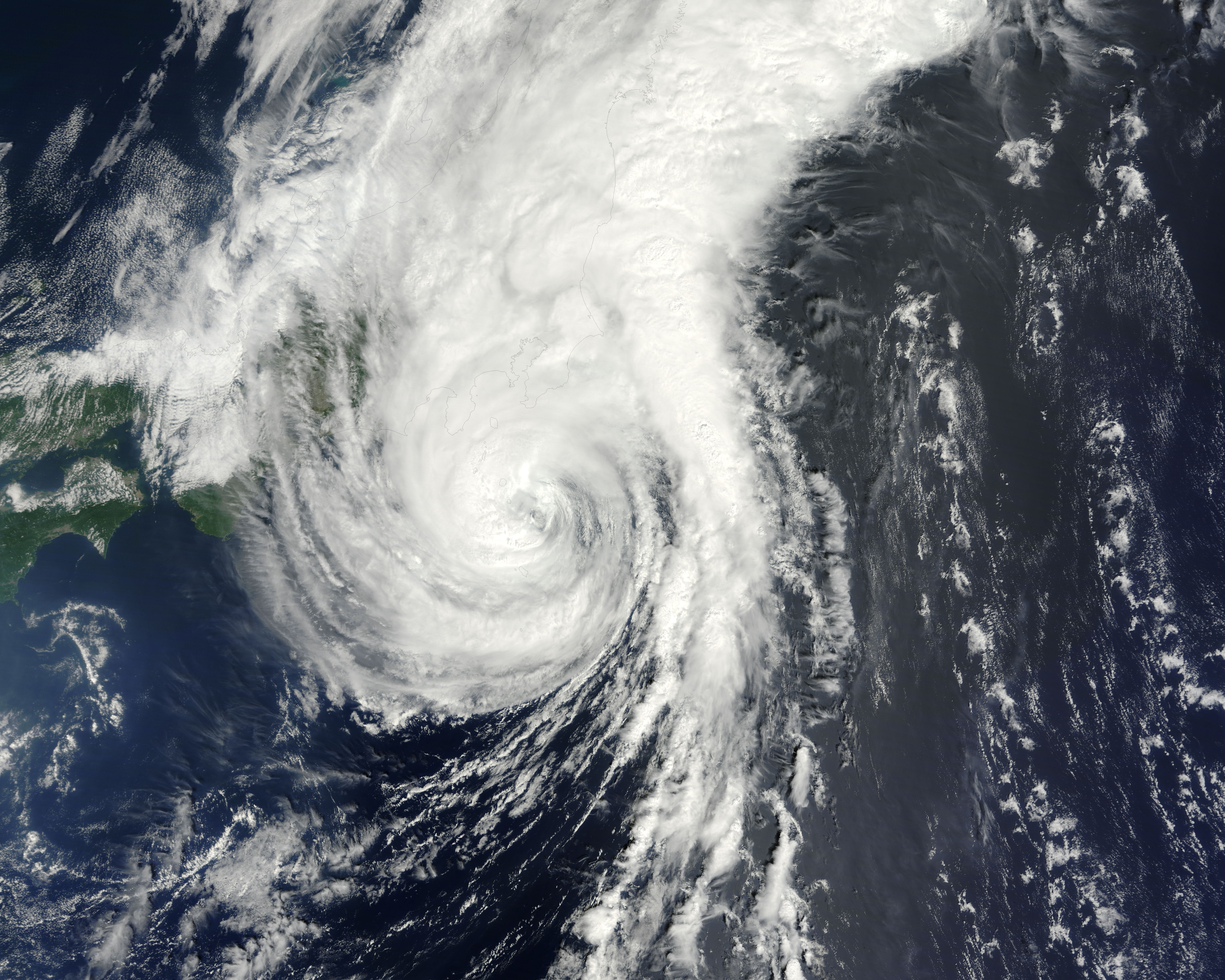
8月31日
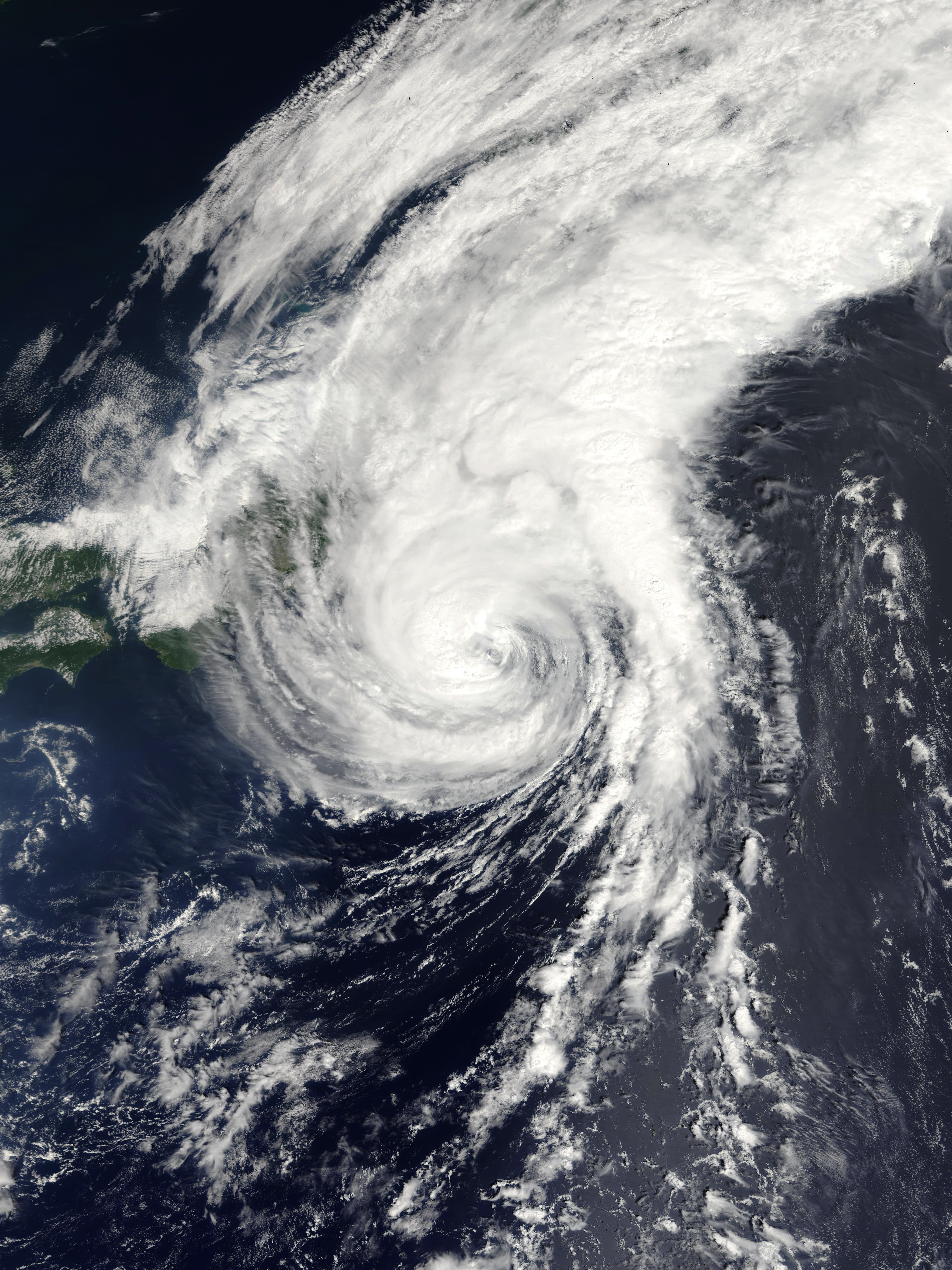
8月31日

## 內部連結
- 2009年太平洋颱風季
- 熱帶氣旋

## 外部連結
- （英文）https://web.archive.org/web/20090826230250/http://metocph.nmci.navy.mil/jtwc.php 聯合颱風警報中心首頁
- （日語）http://www.jma.go.jp/jma/index.html （页面存档备份，存于） 日本氣象廳首頁
- （繁體中文）http://www.cwb.gov.tw （页面存档备份，存于） 中央氣象局首頁
- （英文）http://www.pagasa.dost.gov.ph/ （页面存档备份，存于） 菲律賓大氣地球物理和天文管理局首頁
- （中文）http://www.hko.gov.hk （页面存档备份，存于） 香港天文台首頁
- （中文）http://www.smg.gov.mo （页面存档备份，存于） 澳門地球物理暨氣象局首頁